# پناهگاه صخره‌ای بن بازه ۱
پناهگاه صخره‌ای بن بازه ۱ مربوط به دوران پارینه‌سنگی جدید است و در شهرستان پل‌دختر، بخش مرکزی، دهستان جایدر، روستای چم مهر واقع شده و این اثر در تاریخ ۱۵ دی ۱۳۸۷ با شمارهٔ ثبت ۲۴۲۷۲ به‌عنوان یکی از آثار ملی ایران به ثبت رسیده است.